# Hassara
La hassara est un habit traditionnel porté par les femmes de Djerba en Tunisie. Elle s'appelle aussi khabbaia dans certaines localités de l'île.

## Description
La hassara est une sorte de corsage décolleté, à manches larges appelées k'mam (on parle aussi de k'mamat pour designer la hassara elle-même), qui s'arrêtent à environ dix centimètres des poignets. La longueur des manches varie d'une localité à l'autre de l'île ; elles sont ainsi plus courtes à Houmt Souk qu'à l'intérieur de l'île (comme à Mahboubine, Midoun ou El May). La hassara s'attache légèrement au-dessus de la taille et se porte sous le houli, sur un pantalon large en dentelle (seroual ricamou) ou brodé. L'hiver, une sorte de tricot léger et rayé, appelé kamizouna, se porte sous la hassara. Des bijoux couvrent souvent la poitrine et les poignets. Il y a eu des tentatives de moderniser les manches (bouffantes s'arrêtant à la moitié de l'avant-bras) mais celles-ci n'ont pas eu beaucoup de succès.
Le choix des matériaux pour la confection de la hassara est important car il s'agit de la pièce maîtresse de la tenue traditionnelle de la femme djerbienne. Le tissu de base doit être élaboré, rehaussé de broderies, de paillettes, de perles et d'autres verroteries. Le bord des manches est festonné ou garni de franges élaborées.

## Modèles et usage

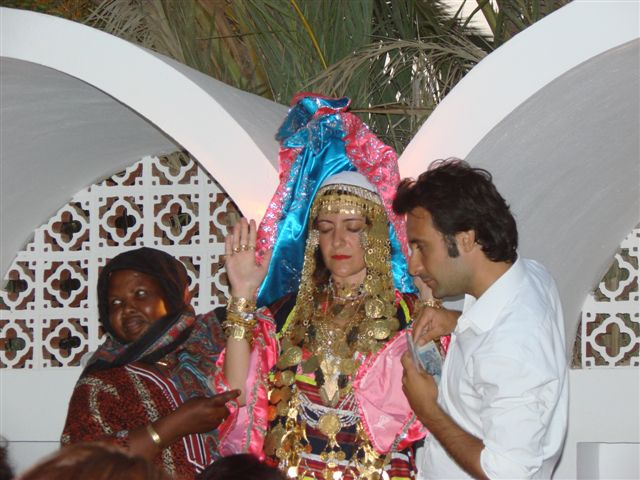
Mariée djerbienne portant hassara et boundi.

Il existe plusieurs types de hassaras, les modèles dépendant de l'usage qui en est fait. La hassara portée au quotidien est moins élaborée mais sa couleur est généralement assortie à la couleur dominante ou à l'une des couleurs du houli avec lequel elle est portée. En hiver, un tricot adhérent appelé kamizouna est porté sous la hassara.
Les hassaras d'hiver sont confectionnées dans du velours ou du satin épais. La hassara de mariée est typique, coupée dans du satin duchesse uni, de couleur rose ou bleu clair ; elle est brodée de motifs floraux avec du fil d'argent (kountil) et des paillettes argentées. Elle se porte sous le r'dé avec un grand foulard rectangulaire double-face, coupé dans le même tissu mais dont une face est rose et l'autre bleu. Dans les mariages traditionnels, ce foulard brodé sur les deux faces, qui s'appelle boundi, est retourné par le marié sur la tête de l'épousée au cours d'une cérémonie qui a lieu juste après la jeloua.
La femme ibadite de Djerba porte sa hassara avec un grand foulard rectangulaire assorti, appelé l'tham. Ce dernier couvre la tête, les épaules et la partie inférieure du visage, bouche comprise. Il s'attache sans épingle.

## Aspects économiques
La confection et la broderie des hassaras et des boundis procurent une source de revenu non négligeable à plusieurs couturières et brodeuses de l'île. Les Djerbiennes font aussi broder leurs hassaras de cérémonie dans les villes de Nabeul et Sfax, afin d'obtenir des modèles exclusifs. Ces vêtements procurent par ailleurs un marché aux producteurs de fil d'argent et de tissus de qualité.